# مشكلة الاصطدام
تعد مشكلة الاصطدام r-إلى-1 مشكلة نظرية مهمة في نظرية التعقيد والحوسبة الكمومية والرياضيات الحسابية. غالبًا ما تشير مشكلة التصادم إلى الإصدار 2 إلى 1:[بحاجة لمصدر] معطى {\displaystyle {\displaystyle n}} زوجي والمعادلة{\displaystyle {\displaystyle f:\,\{1,\ldots ,n\}\rightarrow \{1,\ldots ,n\}}f:\,\{1,\ldots ,n\}\rightarrow \{1,\ldots ,n\}}، وبالتالي f هي إما 1 إلى 1 أو 2 إلى 1. يُسمح لنا فقط بإجراء استعلامات حول قيمة {\displaystyle {\displaystyle f(i)}} لأي {\displaystyle {\displaystyle i\in \{1,\ldots ,n\}}i\in \{1,\ldots ,n\}}. تسأل المشكلة بعد ذلك عن عدد هذه الاستعلامات التي نحتاج إلى إجرائها لتحديد ما إذا كانت f تساوي 1 إلى 1 أو 2 إلى 1.

## حالة بياجباغ
حتمي
يتطلب حل الإصدار 2 إلى 1 لاستفسارات {\displaystyle {\textstyle {\frac {n}{2}}+1}}. وبشكل عام، يتطلب التمييز بين وظائف r-to-1 من وظائف 1 إلى 1 لاستفسارات {\displaystyle {\textstyle {\frac {n}{r}}+1}}.
هذا تطبيق مباشر لمبدأ التصنيف: إذا كانت الوظيفة هي r-to-1، ثم بعد استفسارات {\displaystyle {\textstyle {\frac {n}{r}}+1}} نضمن أننا وجدنا تصادمًا. إذا كانت الوظيفة 1 إلى 1 ، فلا يوجد تضارب. هكذا، استفسارات {\displaystyle {\textstyle {\frac {n}{r}}+1}} تكفي .إذا لم يحالفنا الحظ، فإن أول استفسار {\displaystyle {\displaystyle n/r}} يمكن أن يعرض إجابات مميزة، لذلك استفسارات {\displaystyle {\textstyle {\frac {n}{r}}+1}} ضرورية أيضًا.
عشوائ
إذا سمحنا بالعشوائية، فإن المشكلة أسهل. حسب مفارقة عيد الميلاد، إذا اخترنا استعلامات (مميزة) بشكل عشوائي، فمع الاحتمالية العالية نجد تضاربًا في أي وظيفة 2 إلى 1 ثابتة بعد استفسارات {\displaystyle {\displaystyle \Theta ({\sqrt {n}})}}.

## الحل الكمي
تحل خوارزمية BHT ، التي تستخدم خوارزمية جروفرهذه المشكلة على النحو الأمثل من خلال تحويل استفسارات {\displaystyle O(n^{1/3})} إلى f.